# Детские игры (фильм, 2019)
«Детские игры» (англ. Child's Play) — американский слэшер с элементами научной фантастики режиссёра Ларса Клевберга. Ремейк и перезапуск оригинального фильма 1988 года, существующий независимо от франшизы из семи частей. Самым заметным сюжетным отличием от оригинала является то, что Чаки по сюжету представляет собой роботизированную куклу, вышедшую из-под контроля, а не игрушку, одержимую духом серийного убийцы. Также куклу впервые за более чем 30 лет озвучил не Брэд Дуриф, а Марк Хэмилл. Режиссёр в интервью с процесса съёмок говорил, что черпал вдохновение из «Инопланетянина» Стивена Спилберга.
Премьера фильма в России состоялась 20 июня. Фильм получил достаточно поляризованные оценки от критиков, многие из которых хвалили атмосферу и элементы ужаса, но раскритиковали темп повествования.

## Сюжет
Генри Каслан (Тим Мэтисон), генеральный директор корпорации «Caslan Industries» рекламирует только что запущенных в производство «Приятелей» - революционную линейку высокотехнологичных кукол, способных контактировать с прочей электронной продукцией компании путём подключения через  «облачное хранилище» и призванных быть друзьями на всю жизнь своим владельцам, учиться у окружения и действовать соответственно. Игрушки быстро завоёвывают популярность детей во всем мире.
На сборочной фабрике кукол серии «Приятель» фирмы «Caslan Industries» во Вьетнаме одного из работников увольняют за то, что тот задумался во время работы. В качестве мести перед уходом тот использует своё служебное положение и компьютер, чтобы перепрограммировать одну из кукол, отключив в ней все функции безопасности. После того, как её упаковывают вместе с другими при подготовке к международной доставке, работник кончает жизнь самоубийством, сбросившись с крыши и приземлившись на автомобиль.
В Чикаго молодая сотрудница супермаркета Карен Барклай (Обри Плаза) и ее 13-летний сын Энди (Гэбриел Бейтман), носящий слуховой аппарат, поселяются в новой квартире. Мать хочет, чтобы сын нашёл себе друзей, пока она работает, чтобы пригласить их на его предстоящий день рождения, который будет через две недели. Пытаясь подбодрить Энди и уменьшить его переживания по поводу переезда и её отношений с Шейном (Дэвид Льюис), Карен шантажом уговаривает одного из своих коллег, работника склада Уэса, изменяющего своей жене с одной из сотрудниц, отдать ей куклу «Приятель» старой модели, которую вернула недовольная покупательница, пожаловавшаяся на странное поведение игрушки, глаза которой периодически становятся красными. После знакомства с детективом Майком Норрисом (Брайан Тайри Генри), мать которого живёт в 408-й квартире, Карен дарит куклу сыну, при активации назвавшую себя Чаки и сразу привязавшуюся к мальчику. Однажды вечером во время настольной игры рыжий кот Руни оцарапал владельца. Узнав об этом, Чаки переходит в агрессивный режим, его глаза становятся красными, и пока Энди идёт за пластырем в ванную, пытается задушить животное. Мальчик в последний момент останавливает игрушку.
Чаки помогает Энди подружиться с двумя другими детьми в доме — девочкой Фэлин (Беатрис Китсос) и мальчиком Паггом (Ти Консильо). Дети удивляются, что игрушка Энди не следует правилам и говорит заученные ругательства. Троица пугает Шейна при помощи Чаки. Однако со временем кукла становится всё более радикальным в методах. Когда новые друзья ночью с интересом смотрят «Техасскую резню бензопилой 2», где маньяк делает себе маску из человеческой кожи, и смеются, Чаки, видя это, начинает подражать насилию на экране и приближается к Паггу, вооружившись кухонным ножом. Энди разоружает его, прижав подушкой и получив небольшую царапину.
На следующий день Чаки на кухне проигрывает перед Шейном запись, на которой Энди говорит "Шейн такой урод!" Это побуждает Карен запереть игрушку в шкафу, несмотря на мольбы сына. Придя из школы, мальчик обнаруживает мёртвого кота. Выбравшийся Чаки признаётся, что убил Руни, чтобы тот больше не причинял вреда, и включает запись «Как же меня достал этот кот!». Ночью Чаки включает запись убийства кота перед Энди.
Кукла ещё больше издевается над Шейном. Когда он идёт в туалет, Чаки начинает грубо разговаривать и ругать Энди. Подслушав высказанное в сердцах желание Энди, чтобы Шейн ушёл и оставил их в покое, Чаки злорадно улыбается и, забравшись в машину, едет к тому домой, где выясняется, что у мужчины уже есть семья. Шейн снимает рождественскую иллюминацию на улице, и тут Чаки пугает его, отчего тот падает с лестницы и ломает себе обе ноги. Слушающие музыку дочери не слышат крика отца. Затем кукла запускает культиватор, наматывающий гирлянду, обмотанную вокруг Шейна, и машина медленно приближается. Мужчина в последний момент задерживает машину, но тут ему на грудь забирается Чаки, и, пытаясь схватить его нож, тот отпускает культиватор, срезающий с мужчины скальп, приземляющийся на садового гнома. Кукла, произнеся «Это за Тупака», которому ранее научился у местных чернокожих мальчишек, наносит трупу 13 ножевых ранений.
На следующий день Майк Норрис и его напарница Уиллис (Николь Энтони) начинают расследование. Энди с ужасом обнаруживает прикреплённое гвоздями к арбузу лицо Шейна у себя в комнате. Чаки объясняет это желанием помочь лучшему другу. Мальчик запирает игрушку в шкафу. Друзья предлагают ему выкинуть куклу, т.к. заявления для полиции будут звучать абсурдно. Лицо заворачивают в обёрточную бумагу, но на выходе из комнаты их застаёт Карен. Энди приходится сказать, что это подарок для Дорин (Карлис Бёрк), матери Майка. Ничего не подозревающая женщина принимает свёрток. Вечером Энди выманивает Чаки из шкафа, кукла отдаёт ему перочинный нож, после чего Фалин и Пагг прижимают игрушку в комнате мальчика. Энди медлит, когда Чаки запевает песню «Ты мой приятель теперь навек», и вынуть блок питания приходится Фэлин.
Электрик Гейб (Трент Редекоп), любитель подсматривать за жильцами, находит игрушку в мусорном баке и забирает её в подвал, чтобы подготовить к продаже через интернет. Чаки через камеры видеонаблюдения видит, как Энди гостит у Дорин и Майка. Женщина ставит свёрток на стол и решает открыть подарок мальчика на его День рождения. Пока Майк отлучается на кухню, Энди хватает «подарок» и выбрасывает его в мусоропровод.
Полностью починенный, Чаки обретает способность удалённо взаимодействовать с другими продуктами фирмы «Caslan» и издевается над Гейбом, похотливо наблюдающим за готовящейся принять душ Карен, а затем многократно ранит того перочинным ножом. Активировав настольную пилу, Чаки поднимает температуру в трубе, за которую ухватился электрик, произнеся те же слова, что и Гейб перед починкой: «Ну, давай тебя вскрывать. Посмотрим, что у тебя внутри». Мужчина падает пахом на пилу и умирает в муках.
Вернувшуюся в здание куклу замечает Омар Норрис (Марлон Казади), сосед Энди, и забирает себе. На следующий день, услышав от Энди, что он не его лучший друг, злорадная игрушка включает на телевизорах запись того, как мальчик желает, чтобы Шейн ушёл. Подошедший Омар затевает с Энди драку, во время которой роняет свой смартфон. Никто не верит, что «Приятель» Норриса и есть Чаки.
Вечером при помощи телефона Омара Энди наблюдает за Чаки через его глаза. Мальчик тщетно пытается остановить Дорин, садящуюся в автомобиль фирмы «Caslan». На парковке машина не слушается голосового управления и, руководимая Чаки, начинает мотаться туда-сюда. Женщина не успевает пристегнуть ремень и получает ранения после столкновения с другой машиной. Пробравшаяся в салон кукла убивает женщину ножом. В это время Карен отказывается верить сыну. Слыша злорадную фразу Чаки: «Кто у нашей игры на пути - тому придётся уйти», мальчик в истерике громит гостиную битой и в конечном итоге разбивает телевизор, на котором демонстрировалась запись того, как его друзья сомневаются в правдивости его слов. Заставшая его за этим Карен забирает куклу с собой на ночную смену, где толпа покупателей с нетерпением ждёт открытия продаж «Приятеля 2» в полночь.
Фэлин и Пагг, забрав телефон Омара, слышат голос Дорин, вызывающей машину, и понимают, что Энди оказался прав. Уиллис сообщает Майку, что в мусорном контейнере было найдено лицо Шейна, завёрнутое в обёрточную бумагу. Друзья прибегают в супермаркет и пытаются увести Энди, но Майк, подозревающий мальчика в убийствах, арестовывает его. В это время Чаки протыкает горло Уэса, одевшегося в костюм «Приятеля» через накладную голову, тот из последних сил выходит к радостным зрителям и брызжет кровью в лицо девочки. Начинается паника. Внезапно Чаки выключает свет и включает обращение Генри Каслана, представляющего новую линейку игрушек. Один из летающих дронов влетает в горло посетителя. На сотрудников и посетителей нападают электронные бытовые приборы и игрушки. Чаки, общающийся с Энди через слуховой аппарат, начинает блокировать выход. Майк спасает Пагга от лопастей дрона, но оказывается ранен. Фэлин спасает Энди от плюшевого «Приятеля», троице удается добраться до выхода. Однако мальчик, узнав, что Карен оказалась в заложниках у обезумевшей куклы, сначала делает вид, что уходит с друзьями за полицией, а затем, когда те оказались на улице, говорит им перед закрывающейся дверью, что остаётся. Вооружившись игрушечной электропилой и топором, он идёт спасать маму. Чаки подначивает Энди, говоря через проезжающую полицейскую машинку фразу из «Робокопа»: «Живой или мёртвый - ты пойдёшь со мной». Чаки отвлекает мальчика разговорами, Карен с заклеенным ртом не в силах предупредить сына о ловушке - его неожиданно вырубает одна из игрушек.
Пока Чаки решает вскрыть мальчика, механизм поднимает Карен, на шею которой наброшена верёвка. Остановив куклу песней «Ты мой приятель теперь навек», Энди сбрасывает ту со своей груди и распиливает верёвку. Мальчику удаётся проткнуть блок питания игрушки ножом. Однако Чаки не выключается и с криком «Друзья навек!» резко набрасывается с ножом сзади, но падает, сбитый пулей Майка, произносящего фразу из «Пилы: Игра на выживание»: «Игра окончена!», после чего Карен отрывает ему голову.
Приехавшие медики увозят Карен и Майка на носилках. Энди, Фэлин, Пагг и Омар разбивают безжизненное тело куклы на мелкие части битами и молотами в соседнем переулке и сжигают останки в бочке.
Генри Каслан выступает с обращением: «Наше расследование выяснило, что «Caslan» не несёт ответственности за ужасные события в Z-марте. Однако из предосторожности мы на время отзываем продукты марки «Приятель 2». Для «Caslan» клиент всегда на первом месте. Каждый ребёнок достоин иметь товарища, который никогда не подведёт. Друга на всю жизнь.»
В это время на складе один из упакованных в коробку «Приятелей» улыбается и его глаза краснеют. Во время титров Чаки исполняет песню "You Are My Buddy Until the End".

## В ролях
| Актёр              | Роль                                                              |
| ------------------ | ----------------------------------------------------------------- |
| Гэбриел Бейтман    | Энди Барклай, сын Карен                                           |
| Обри Плаза         | Карен Барклай                                                     |
| Брайан Тайри Генри | Майк Норрис, детектив полиции                                     |
| Марк Хэмилл        | Чаки (озвучивание)                                                |
| Тим Мэтисон        | Генри Каслан, основатель и генеральный директор Kaslan Industries |
| Марлон Казади      | Омар Норрис, сосед Энди                                           |
| Беатрис Китсос     | Фэлин, подруга Энди                                               |
| Ти Консильо        | Пагг, друг Энди                                                   |
| Дэвид Льюис        | Шейн, парень Карен                                                |
| Трент Редекоп      | Гейб, электрик                                                    |
| Николь Энтони      | детектив Уиллис, напарница Майка                                  |
| Карлис Бёрк        | Дорин Норрис, мать Майка                                          |

## Производство

### Создание
В 2008 году сценарист Дон Манчини и продюсер Дэвид Киршнер говорили о перезагрузке франшизы, которая изначально относилась к жанру ужасов.
Ожидалось, что Брэд Дуриф вернётся к озвучиванию Чаки. В последующем интервью Манчини описал ремейк как более темный и пугающий пересказ оригинального фильма, который, несмотря на новые сюжетные повороты, не отклонится слишком далеко от первоначальной концепции. На съезде ужасов в 2009 году Дуриф подтвердил свою роль в ремейке. Фильм был отменён после отрицательного приёма ремейков других популярных слэшеров, таких как «Кошмар на улице Вязов» и «Пятница 13-е».
3 июля 2018 года было официально объявлено, что компанией Metro-Goldwyn-Mayer разрабатывается современная версия «Детских игр». Ремейк будет снят без участия создателя франшизы Дона Манчини, сценариста Дэвида Киршнера и Брэда Дурифа, подарившего свой голос кукле-убийце и сыгравшего Чарльза Ли Рэя. Ларс Клевберг будет режиссировать фильм, к которому сценарий напишет Тайлер Бертон Смит. В качестве продюсеров выступят Дэвид Катценберг и Сет Грэм-Смит. Сообщалось, что в сюжете есть группа детей, против которой выступит современная высокотехнологичная кукла, которая позднее превращается в массового убийцу. Во время производства фильма Дон Манчини, Дэвид Киршнер и актёрский состав из оригинальной серии фильмов заявили, что не принимают перезагрузку во франшизе, полагая, что это может быть опасно.

В декабре 2018 года в гостях у Мика Гарриса в его подкасте Post Mortem создатель франшизы, сценарист и режиссёр Манчини раскритиковал ремейк, отметив, что Metro-Goldwyn-Mayer, как правообладатель оригинального фильма, может делать то, что им нравится. Когда его спросили, будет ли он и продюсер Киршнер иметь какое-либо участие, он ответил: 
Мы сказали «нет, спасибо», потому что у нас есть в дальнейшем великие дела с Чаки. Очевидно, мои чувства были затронуты ... я создал персонажа и вынашивал франшизу в течение трёх [...] десятилетий. Поэтому, когда кто-то говорит: «О, да, мы хотели бы, чтобы ваше имя было в фильме» ... было трудно не чувствовать, что меня используют. Они просто хотели нашего одобрения. Которое я усиленно отрицал.

### Кастинг
26 июля 2018 года стало известно, что Лив Тайлер предложена одна из главных ролей в фильме.
18 сентября 2018 года Обри Плаза, Брайан Тайри Генри и Гэбриел Бейтман присоединились к актёрскому составу в ролях Карен Барклай, детектива Майка Норриса и Энди Барклай соответственно.
В марте 2019 года актер Марк Хэмилл объявил, что присоединился к актерскому составу, чтобы озвучить Чаки в фильме.

### Съёмки
Съёмки фильма стартовали 20 сентября и завершились 8 ноября 2018 года в Ванкувере, Британская Колумбия, Канада. Пересъёмки некоторых сцен произошли 15-16 декабря и в апреле 2019 года.

### Спецэффекты
Визуальными эффектами фильма занималась компания «MastersFX». В отличие от команды Кевина Ягера, которой во время съёмок фильма 1988 года был дан целый год на то, чтобы продумать и собрать куклы Чаки со сменными руками и головами, которые выполняли различные необходимые действия в кадре, а заодно отладить их аниматроннику, «MastersFX» отвели на это всего девять недель. «Pixomondo» приняли участие в работе над CGI для фильма.

### Музыка
10 апреля 2019 года было объявлено, что за музыкальное сопровождение будет отвечать Беар Маккрири.

## Критика
На агрегаторе рецензий Rotten Tomatoes рейтинг одобрения составляет 63 % на основе 209 рецензий со средней оценкой 5,8 из 10. Консенсус сайта гласит: «„Детские игры“ обновляют икону ужасов 80-х для эпохи „Интернета вещей“ с предсказуемо ужасными и в целом забавными результатами». На Metacritic средневзвешенный рейтинг составил 48 баллов из 100 на основе 35 рецензий, что указывает на «смешанные или средние отзывы». Зрители, опрошенные CinemaScore, дали фильму среднюю оценку «C+» по шкале от «A+» до «F».
Ник Аллен, пишуший для RogerEbert.com, дал фильму 3 звезды из 4, назвав его «более противным, игривым и таким же хорошим, если не лучше, как оригинальный фильм». Питер Бредшоу из The Guardian дал фильму положительную рецензию и 4 звезды из 5, назвав его «острой как бритва и изысканно ужасной игрушечной историей». Питер Трэверс из Rolling Stone дал фильму 2 звезды из 5, написав: «Это извращенная оригинальность оригинала ... в сатире на цифровую эпоху потребительства миллениалов». Питер Дебрюге из Variety также был настроен негативно, заявив: «Это новая норма для фильмов ужасов: сценарии должны казаться моднее, чем они есть, что ставит фильм в странное положение».

## Продолжение
На WonderCon Грэм-Смит рассказал, что если фильм будет успешным, он будет готов сделать продолжение.